# Charsonville
Charsonville – miejscowość i gmina we Francji, w Regionie Centralnym, w departamencie Loiret.
Według danych na rok 1990 gminę zamieszkiwały 554 osoby, a gęstość zaludnienia wynosiła 23 osoby/km² (wśród 1842 gmin Regionu Centralnego Charsonville plasuje się na 641. miejscu pod względem liczby ludności, natomiast pod względem powierzchni na miejscu 523.).